# Buchón marteño
El buchón marteño, antiguamente conocido como buchón colillano de Martos, es una raza de palomo española, originaria del municipio de Martos, en la provincia de Jaén, Andalucía. Para su creación se usaron ejemplares de buchón colillano, buchón gorguero, buchón quebrado murciano y buchón valenciano antiguo. Una de sus principales características es que tiene carúnculas nasales. Los colombófilos lo consideran un animal de compañía, de exposición y para concursos de vuelo.